# 上海海軍航空隊
上海海軍航空隊（シャンハイかいぐんこうくうたい）および前身組織大井海軍航空隊上海分遣隊（おおいかいぐんこうくうたい シャンハイぶんけんたい）は、日本海軍の部隊の一つ。偵察機の搭乗員の教育を推進するため、生徒・学生・練習生への実機練習を推進した。

## 沿革
太平洋戦争の膠着化により、海軍は航空戦力の大増強を強いられた。陸上機による偵察航空教育を担ってきた大井海軍航空隊・鈴鹿海軍航空隊だけでは、急増する偵察術生徒の教育に対応できないことから、外地ではあるが、上海の飛行場に大井空の分遣隊を設置し、偵察術教育を実施することとした。上海近辺には公大飛行場や虹橋飛行場など、接収した飛行場が多数あるが、上海空がどの飛行場に展開したかは定かではない。ただし第二五六海軍航空隊をはじめとした実施部隊はもっぱら龍華飛行場に展開しており、上海空と競合することはなかったといわれる。
- 昭和18年7月頃　大井空上海分遣隊を設置、偵察術教育を開始。

　　　　　　　　飛行練習生32期132名・33期119名（予科練甲飛10期・三重海軍航空隊出身）が大井空から転出。
- 昭和18年11月24日　飛練32期卒業。
- 昭和19年1月15日　大井空から独立、「上海海軍航空隊」開隊。連合教育航空総隊第13連合航空隊隷下。
- 昭和19年2月28日　飛練33期卒業。
- 昭和19年5月10日　飛練38期420名（甲飛13期・宇和島分遣隊を含む松山海軍航空隊卒業）入隊。
- 昭和19年7月25日　飛練39期692名（甲飛13期・鹿児島海軍航空隊および土浦海軍航空隊卒業）入隊。
- 昭和19年9月1日　飛練40期605名（甲飛13期・土浦空卒業）入隊。
- 昭和19年11月1日　飛練41期595名（甲飛13期・奈良分遣隊卒業）入隊。
- 昭和20年2月1日　解隊。

飛練39期あたりからは、実施部隊に転属しても搭乗機が回ってこない状況下にあった。19年下半期からは大陸各地に展開する連合軍の戦闘機隊による飛行場強襲が断続的に実施され、訓練は大いに阻害された。昭和20年2月より、大陸に展開する海軍航空隊は乙航空隊の中支海軍航空隊に集約され、実質的に内地へ撤退することとなった。訓練未了の41期は高知海軍航空隊に転出して訓練を続行した。

## 主力機種
- 白菊を主とした各種機上練習機。

その他、操縦員に転科する生徒の実習訓練のために九六式艦上戦闘機の配当が若干あったといわれる。

## 歴代司令
- 内田市太郎（昭和19年1月15日－昭和20年2月1日解隊）。

独立前の分遣隊長は不詳。